# Wightlink Raiders
Les Wightlink Raiders sont un club de hockey sur glace de Ryde dans l'Île de Wight en Angleterre.

## Historique
Le club est créé en 1991.

## Palmarès
- Aucun titre.